# スキマノアニメ
スキマノアニメはKDDIとディー・エル・イー（DLE）が共同展開しているWEBショートアニメ。

## 概要
KDDIとDLEは2023年12月に外での空き時間などに短時間で視聴できるショートアニメ専門ブランド「スキマノアニメ」を立ち上げた。
主に動画配信サービス及びSNSサイト（YouTube・X・TikTok・Instagram）にて配信している。

## 配信作品

### 第1期
- 魁!!令和の男塾（2023年12月18日配信開始）[3]
- ど根性ガエルやねん（2024年2月22日配信開始）[4]

### 第2期
- どこでもマキバオー（2024年12月16日配信開始）[2]
- アルプスの老人ハイジのおじいさん（2024年12月18日配信開始）[5]